# Roman Griffin Davis
Roman Griffin Davis (* 5. März 2007 in London) ist ein britisch-französischer Kinderdarsteller.

## Leben
Roman Griffin Davis wurde in London geboren. Er ist der Sohn des Kameramanns Ben Davis und der Regisseurin Camille Griffin. Sein Großvater väterlicherseits war der Kameramann Michael J. Davis. Seine Stiefgroßmutter väterlicherseits war Regisseurin und Filmproduzentin Gabrielle Beaumont. Sein Großvater mütterlicherseits war Ire, seine Großmutter mütterlicherseits war Französin. Davis besitzt neben der britischen auch die französische Staatsbürgerschaft.
Im Film Jojo Rabbit von Taika Waititi, der im Oktober 2019 in die US-Kinos kam, erhielt Davis im Alter von 11 Jahren nach einem Vorsprechen die Titelrolle von Jojo Betzler, einem 10-jährigen Hitlerjungen. Es handelte sich um Davis’ erste Filmrolle überhaupt. Dieter Oßwald von der Gilde deutscher Filmkunsttheater schreibt in seiner Kritik zu Jojo Rabbit, der Kinderdarsteller könnte auch als junger Charlie Chaplin taugen.  Seine jüngeren Brüder, die Zwillinge Gilby Griffin Davis und Hardy Griffin Davis, sind im Film als Nazi-Klone zu sehen. Davis hat noch eine ältere Halbschwester namens Dora.
Davis wurde im Dezember 2019 für seine Darstellung für die Golden Globe Awards 2020 in der Kategorie Bester Hauptdarsteller – Komödie/Musical nominiert.
Roman Griffin Davis lebt mit seinen Eltern und seinen Brüdern Gilby und Hardy in East Sussex. Seine Mutter besetzte ihn auch für eine Rolle in ihrer Filmkomödie Silent Night.

## Filmografie
- 2019: Jojo Rabbit
- 2021: Silent Night – Und morgen sind wir tot (Silent Night)

## Auszeichnungen
Critics’ Choice Movie Award
- 2020: Auszeichnung als Bester Jungdarsteller (Jojo Rabbit)[6]

Hollywood Critics Association Awards
- 2020: Nominierung für die Beste Schauspielleistung eines Schauspielers unter 23 Jahre (Jojo Rabbit)[7]

Golden Globe Award
- 2020: Nominierung als Bester Hauptdarsteller – Komödie/Musical  (Jojo Rabbit)

London Critics’ Circle Film Award
- 2020: Nominierung als Bester britischer Nachwuchsdarsteller (Jojo Rabbit)[8]